# Liste der Kulturdenkmäler in Hellertshausen
In der Liste der Kulturdenkmäler in Hellertshausen sind alle Kulturdenkmäler der rheinland-pfälzischen Ortsgemeinde Hellertshausen aufgeführt. Grundlage ist die Denkmalliste des Landes Rheinland-Pfalz (Stand: 12. Juni 2023).

## Einzeldenkmäler
| Bezeichnung         | Lage                                        | Baujahr                    | Beschreibung | Bild            |
| ------------------- | ------------------------------------------- | -------------------------- | --- | --------------- |
| Hofanlage           | Unterdorf 1 Lage                            | 1842                       | Streuhof; stattliches Wohnhaus, teilweise verschiefert, 1842, Backes bezeichnet 1834, stattliche Ökonomie, wohl von 1842                | BW              |
| Backhaus            | Unterdorf, gegenüber Nr. 7 Lage             | Mitte des 19. Jahrhunderts | Backhaus; Satteldachbau, Mitte des 19. Jahrhunderts                                                                                     | BW              |
| Türrahmen           | westlich des Ortes (Mombach, an Nr. 1) Lage | 1742                       | am Stallgebäude: Sandsteintürrahmen, bezeichnet 1742                                                                                    | BW              |
| Mühle               | westlich des Ortes (Mombach 3) Lage         | 18. Jahrhundert            | ehemalige Mühle; Fachwerkbau auf massivem Sockelgeschoss, Giebeltrapez verschiefert, Krüppelwalmdach, wohl noch aus dem 18. Jahrhundert | BW              |
| Haniels Schlösschen | westlich des Ortes im Vierherrenwald Lage   | um 1900                    | späthistoristische Jagdvilla, Kreuzgiebeldach, um 1900                                                                                  | Fotos hochladen |

## Ehemalige Kulturdenkmäler
| Bezeichnung | Lage                                          | Baujahr | Beschreibung | Bild                           |
| ----------- | --------------------------------------------- | ------- | --- | ------------------------------ |
| Herrenhaus  | westlich des Ortes (Hammerbirkenfeld 16) Lage | 1772    | Herrenhaus der Familie von Stumm; barockes Quereinhaus, teilweise Fachwerk (verputzt), bezeichnet 1772; aus Denkmalliste gelöscht und durch Neubau ersetzt | weitere Bilder Fotos hochladen |